# Balthazar-Joseph-Ignace de Villegas d'Estaimbourg
Balthazar-Ignace de Villegas d'Estaimbourg était un magistrat, né le 6 août 1722 à Bruxelles, où il est mort le 22 juillet 1794.

## Biographie
Il est le fils de Didace Jacques-Ferdinand (dit Diego) de Villegas, baron d'Hovorst, seigneur de Viersel, conseiller d'État et président de la Chambre des comptes en Brabant, et de Marie Jeanne de La Broye, dame d'Estaimbourg.
Il suivit des études de droit à l'Université de Louvain, devient échevin de Bruxelles, puis conseiller au Conseil de Brabant en 1759.
Devenu doyen du Conseil de Brabant, il est chargé de remplacer le chancelier en son absence. Il devient suspect aux yeux du gouvernement en 1787 lors des troubles entre les États de Brabant et le gouvernement, pour sa sympathie pour les États. Il fut écarté de la capitale avec sept autres conseillers en 1788, sous le prétexte d'être envoyé en mission à Anvers pour y réprimer les troubles.
Sous le régime des États belgiques unis, Villegas devient le président du Conseil de Brabant en 1790.

## Ouvrages
- Mémoire à leurs hautes et souveraines puissances nosseigneurs les États-unis des Pays-Bas catholiques, sur le rétablissement des jésuites (1790)
- Lettre de M. de Villegas d'Estaimbourg, conseiller au conseil souverain de Brabant, faisant les fonctions de chancelier, à M. l'abbé de Feller, insérée dans son journal du 15 avril 1790 (1790)